# Primera División 1924 (Costa Rica)
La Primera División costaricana del 1924, quarta edizione della massima serie del campionato costaricano di calcio, fu vinta dall'Herediano, al suo terzo titolo.
Vi parteciparono sette squadre mentre il La Unión non si iscrisse.

## Avvenimenti
Le novità dell'edizione 1924 del campionato costaricano furono il ritorno dell'Herediano, la scomparsa del La Unión e la comparsa del CS Costa Rica.
Il campionato fu vinto abbastanza agevolmente dall'Herediano che vinse nove delle dodici partite disputate pareggiandone due e perdendo quella che fu la prima partita di campionato (Herediano 0-2 La Libertad).
Sul fronte organizzativo non si verificò invece alcun contrattempo. Inoltre, per completare la riorganizzazione della struttura del campionato, fu costruito il primo stadio in tutta la Costa Rica: l'Estadio Nacional de Costa Rica.
Delle altre squadre si confermarono comunque il Cartaginés e il La Libertad, l'anno precedente prima e seconda e quello corrente seconda e terza. Cadde invece fino al sesto posto l'Alajuelense.
Sempre a San José, oltre all'Estadio Nacional, si formò per la prima volta una rappresentativa nazionale.

## Classifica
|    | Classifica          | Pt | G  | V | N | P  | GF | GS |
| -- | ------------------- | -- | -- | - | - | -- | -- | -- |
| 1. | Herediano           | 20 | 12 | 9 | 2 | 1  | 28 | 11 |
| 2. | Cartaginés          | 17 | 12 | 8 | 1 | 3  | 29 | 14 |
| 3. | La Libertad         | 16 | 12 | 7 | 2 | 3  | 20 | 10 |
| 4. | Gimnástica Espaňola | 16 | 12 | 6 | 4 | 2  | 22 | 18 |
| 5. | CS Costa Rica       | 7  | 12 | 3 | 1 | 8  | 13 | 26 |
| 6. | Alajuelense         | 5  | 12 | 2 | 1 | 9  | 16 | 30 |
| 7. | Progreso            | 3  | 12 | 1 | 1 | 10 | 8  | 27 |

## Squadra campione
- Herediano - Campione della Costa Rica 1924

### Rosa
- Eladio Rosabal
- Gilberto Arguedas
- Víctor Víquez
- Enrique de Mezerville
- Rafael Piedra
- Otoniel Martínez
- Claudio Arguedas
- Braulio Morales
- Guillermo Pérez
- Ángel Bernini
- Francisco Fuentes
- Rafael Campos